# Richard Falbr
Richard Falbr (ur. 29 września 1940 w Chesterze) – czeski polityk, prawnik i działacz związkowy, były senator, poseł do Parlamentu Europejskiego V (w 2004), VI i VII kadencji.

## Życiorys
Od 1959 pracował jako korespondent i następnie lektor języków obcych. W 1969 uzyskał tytuł doktora praw (JUDr.) na Wydziale Prawa Uniwersytetu Karola w Pradze. W latach 1970–1989 był prawnikiem zatrudnionym w związkach zawodowych.
Na początku lat 90. wstąpił do Czeskiej Partii Socjaldemokratycznej, od 1991 do 1992 był jej wiceprzewodniczącym. Do 2002 zajmował liczne kierownicze stanowiska w strukturach związkowych, m.in. przez osiem lat przewodniczył Czesko-Morawskiemu Związki Zawodowemu Pracowników Sektora Usług, a w okresie 1990–1994 był wiceprzewodniczącym Czeskiej i Słowackiej Konfederacji Związków Zawodowych, następnie do 2002 stał na czele głównej centrali związkowej w Czechach. Wchodził także w skład rady administracyjnej przy Międzynarodowej Organizacji Pracy. Od 1996 do 2004 zasiadał w czeskim Senacie, pełnił w nim m.in. funkcję wiceprzewodniczącego Komisji Prawno-Konstytucyjnej.
Od 2003 był obserwatorem w Parlamencie Europejskim, a od maja do lipca 2004 deputowanym V kadencji w ramach delegacji krajowej. W 2004 z listy ČSSD uzyskał mandat eurodeputowanego VI kadencji. W wyborach europejskich w 2009 skutecznie ubiegał się o reelekcję. W VII kadencji wstąpił do grupy Postępowego Sojuszu Socjalistów i Demokratów, został też członkiem Komisji Zatrudnienia i Spraw Socjalnych.